# 561 г. пр.н.е.

## Събития

### В Азия

#### Във Вавилония
- Цар Вавилония е Амел-Мардук (562/1 – 560 г. пр.н.е.).[1]

#### В Мидия
- Астиаг (585/4 – 550/49 г. пр.н.е.) е цар на Мидия.[2]

### В Африка

#### В Египет
- Фараон на Египет е Амасис II (570 – 526 г. пр.н.е).[1]

### В Европа
- Около 561/0 г. пр.н.е. Пизистрат узурпира властта в Атина с въоръжена сила и се обявява за тиран. Тази позиция той задържа около пет години преди временно съюзилите се Ликург и Мегакъл да го прогонят.[3]